# خنک‌کننده (فیلم)
خنک‌کننده (به انگلیسی: The Cooler) نام فیلمی درام رمانتیک محصول سال ۲۰۰۳ آمریکا به کارگردانی وین کریمر می‌باشد. فیلم‌نامه اصلی آن را کریمر و فرانک هانا نوشته‌اند. ستارگان این فیلم ویلیام اچ میسی، الک بالدوین و ماریا بلو هستند که بالدوین نامزد دریافت جایزه اسکار بهترین بازیگر نقش مکمل مرد نیز شد.
نمایش افتتاحیه این فیلم در جشنواره فیلم ساندنس بود. «خنک‌کننده» در جشنواره بین‌المللی فیلم کن، جشنواره فیلم کارلووی واری، جشنواره بین‌المللی فیلم تورنتو و جشنواره فیلم آمریکایی دوویل نیز به نمایش درآمد. در میان این جشنواره‌ها، در ایالات متحده به صورت محدود اکران شد. رینو، نوادا میزبان «خنک‌کننده» در این دوره بود.
این فیلم با بودجه ۴ میلیون دلار، ۸٬۲۹۱٬۵۷۲ دلار در آمریکا و ۲٬۱۷۳٬۲۱۶ دلار در بازارهای خارجی فروخت و فروش ۱۰٬۴۶۴٬۷۸۸ دلار را در باکس آفیس ثبت کرد. خنک‌کننده بیشتر از ۴۰ میلیون دلار از فروش آنلاین و دی‌وی‌دی بدست آورد.
این فیلم که با واکنش مثبت منتقدان رو به رو شد و امتیاز ۷۷٪ در راتن تومیتوز را از ۱۷۱ نقد و ۶۹/۱۰۰ را در متاکریتیک با ۳۶ کسب کرد؛ در مجموع ۳۵ بار کاندید دریافت جایزه از جشنواره‌های معتبر نمایش فیلم شد و ۹ بار موفق به دریافت آن گردید.

## داستان فیلم
«برنی لوتز» بدشانس (ویلیام اچ. میسی) در کازینو «شانگری لا» به عنوان یک خنک‌کننده کار می‌کند. او که مردی بدشانس و تقریباً حرفه ای است؛ با حضور در یک کازینو، از برنده شدن مردم جلوگیری می‌کند.
یک پیشخدمت بار، «ناتالی» (ماریا بلو)، هیچ توجهی به برنی که به او علاقه‌مند است، نمی‌کند. مدیر و شریک کازینو، «شلی» (الک بالدوین) به اداره یک کازینو «کلاسیک» در لاس وگاس افتخار می‌کند و از مکان‌های جدیدی که مشتریان کمتری را جذب می‌کند، استقبال نمی‌کند. با این حال، مالک کازینو «نیکی»، مشاوری به نام «لری» (ران لیوینگستون) را استخدام می‌کند؛ تا با تکنیک‌های مغایر با سیاست‌های قدیمی شلی، پول بیشتری به دست آورند.
برنی به شلی اطلاع می‌دهد که یک هفته دیگر شهر و کازینو را ترک می‌کند. پس از برخوردی که طی آن برنی، ناتالی را از دست یک مشتری گستاخ، نجات می‌دهد؛ به نظر می‌رسد که ناتالی به او علاقه‌مند شده‌است. ناتالی که به‌طور مخفیانه توسط شلی تحریک می‌شود، از برنی می‌خواهد که با هم یک نوشیدنی بخورند. آنها در نهایت با همبسترشدن با هم به عشق بازی می‌پردازند؛ و سپس ناتالی علاقه واقعی به برنی پیدا می‌کند.
آنها شروع به دیدن یکدیگر می‌کنند و با هم سکس می‌کنند؛ اما برنی به دلیل بدشانسی ذاتی، عمدتاً دلهره دارد. شلی در ابتدا فکر می‌کند، رابطه با ناتالی باعث می‌شود که برنی از ترک کازینو منصرف شود. برنی نیز به ناتالی فاش می‌کند که او قبلاً یک معتاد به قمار بوده‌است و بدهی زیادی به چندین کازینو داشته‌است؛ و شلی با شکستن کاسه زانو و پرداخت بدهی‌هایش در ازای کار او را نجات داده‌است. و او را به عنوان یک خنک‌کننده به مدت شش سال استخدام کرده‌است؛ که این زمان در پایان هفته به پایان می‌رسد. به‌طور تصادفی، برنی و ناتالی با پسرش «مایکی» و همسر باردارش «شارلوت» برخورد می‌کنند. آنها که با جعل حاملگی، از یک غذاخوری کلاهبرداری می‌کنند. برنی به پسرش پیشنهاد ملاقات در کازینو را می‌دهد؛ و از این رابطه جدید خوشحال است. مایکی و شارلوت به دیدن برنی در متل می‌روند و برنی به آنها ۳۰۰۰۰ دلار می‌دهد؛ اما ناتالی به رفتار شارلوت بدبین است.
وقتی برنی به ناتالی فاش می‌کند که قصد دارد وگاس را ترک کند، او ابتدا می‌گوید که با او نخواهد رفت و برنی ناراحت می‌شود. در ملاقات برنی و مایکی در کازینو، هنگامی که برنی نمی‌تواند مایکی را سر میز شرط‌بندی، خنک کند، شلی متوجه می‌شود که توسط مایکی و حاملگی زن او، فریب خورده‌است. شلی، مایکی و شارلوت را به طبقه پایین می‌برد و خدمه اش شروع به کتک زدن مایکی می‌کنند. سپس برنی قول می‌دهد مبلغ ۱۵۰۰۰۰ دلاری که مایکی برده‌است را بپردازد، اما شلی پای مایکی را می‌شکند و به شکم شارلوت مشت می‌زند و نشان می‌دهد که بارداری او به هر حال دروغ بوده‌است. با وجود ناراحتی شلی، در آن شب ناتالی و برنی به عشق خود به یکدیگر اعتراف می‌کنند و برنی تبدیل به یک فرد خوش شانس می‌شود و توانایی‌های «خنک‌کننده» او محو می‌شود که این باعث خشم شلی می‌شود.
شلی، ناتالی را به دفتر خود فرا می‌خواند و به او یادآوری می‌کند که او را برای قرار ملاقات با برنی استخدام کرده‌است تا او وگاس را ترک نکند و نه اینکه با عشق به او باعث شود که او هم خوشحال و هم خوش شانس گردد. شلی او را مجبور می‌کند که شهر را ترک کند. با این حال، او واقعاً برنی را دوست دارد و برمی‌گردد و شانس برنی را بازمی‌گرداند. شلی به اتاق متل برنی می‌رود و شروع به جمع‌آوری وسایل برای ناتالی می‌کند و او را می‌زند و صورتش در برخورد با آینه به شدت آسیب می‌بیند. پس از بحثی داغ با شلی، ناتالی ادعا می‌کند که برنی نزدیکترین چیزی است که او به عنوان یک دوست دارد و نمی‌خواهد به سادگی او را ترک و رها کند.
وقتی برنی به خانه می‌آید، ناتالی افشا می‌کند، که شلی او را استخدام کرده تا وانمود کند که او را دوست دارد، اما او واقعاً عاشق برنی شده‌است. برنی با توجه به خوش شانسی خود که به خاطر فداکاری ناتالی به ارمغان آورده‌است، با شلی روبرو می‌شود و او را ترسو می‌نامد؛ که هیچ چیز در زندگی اش جز کازینو ندارد. شلی به او اجازه می‌دهد که با بازی کردن، ۱۵۰۰۰۰دلار را پس بدهد. لری از شلی می‌خواهد که جریان داغ برنی را متوقف کند، اما شلی او را به اتاقی می‌برد و او را کتک می‌زند و دستش را می‌شکند. برنی همراه ناتالی از لاس وگاس خارج می‌شوند. برنی ماشین را کنار می‌کشد و فاش می‌کند که پول زیادی به دست آورده‌است؛ اما پلیسی که احتمالاً توسط صاحب کازینو فرستاده شده‌است، نزدیک می‌شود و آماده می‌شود تا آنها را بکشد؛ اما یک راننده مست به‌طور تصادفی با پلیس تصادف می‌کند و باعث مرگ او می‌شود. برنی اظهار می‌کند که شانس آنها باید تغییر کرده باشد؛ و آنها در نهایت آزاد می‌شوند. شلی سوار ماشینش می‌شود و صاحب کازینو به او می‌گوید که آنها باید از منافع خود محافظت کنند؛ و در همین حال با شلیک گلوله به زندگی شلی پایان می‌دهد.